# Hypocrites kraussii
Hypocrites kraussii är en skalbaggsart som först beskrevs av White 1853.  Hypocrites kraussii ingår i släktet Hypocrites och familjen långhorningar.
Artens utbredningsområde är Moçambique. Inga underarter finns listade i Catalogue of Life.